# Тенсю

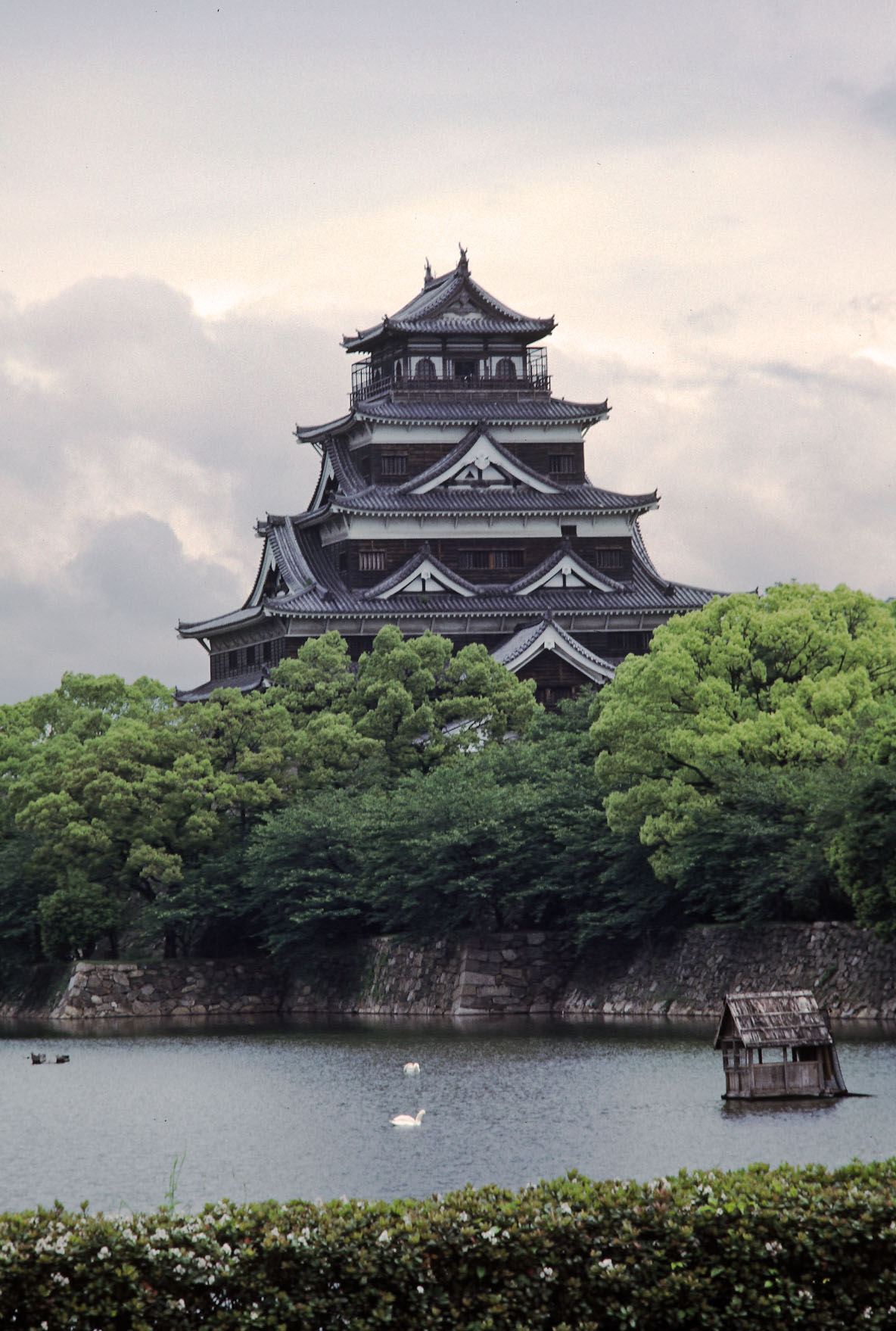
Головна башта тенсю Хіросімського замку

Тенсю (яп. 天守, 殿主, 殿守, 天主, тенсю, «захисник Небес», «пан-володар», «пан-захисник», «володар Небес») — головна башта у центральній частині японського замку другої половини 16 — 19 століть. Відповідає європейському донжону. У воєнний час слугував командним центром і останнім рубежем оборони замку, а в мирний — символізував велич його володаря.
З другої половини 19 століття відомий також як тенсюкаку (яп. 天守閣, «вежа тенсю»).